# راديو صفاقس
راديو صفاقس وتعرف أيضا براديو كوستا ، هي إذاعة خاصة كانت تبث من مدينة صفاقس في ثلاثينات وبداية أربعينيات القرن العشرين. أسست الإذاعة من قبل رجل الأعمال أندري كوستا وتحصلت على رخصة البث مع راديو أخرى (راديو بنزرت) انطلاقا من 17 جوان 1935. كانت برامج الإذاعة تحتوي أساسا على اخبار وندوات إذاعية بالفرنسية كما كانت تخصص أسبوعيا حصة تقدم ملخصا لعناوين الصحف باللغة العربية. توقفت الإذاعة عن العمل بعيد الغزو الألماني لفرنسا عام 1940.